# معادلة وسيطية

منحنى الفراشة هو مثال على المعادلات البارامترية.

في الرياضيات، المعادلة الوسيطية أو المعادلة البارامترية هي طريقة تعريف علاقة رياضية بدلالة وسائط (أو بارامترات) مما يجعل العلاقة الأساسية في صورة أبسط، وأحد الأمثلة على المعادلات الوسيطية هو استخدام وسيط زمني لتحديد موضع جسيم متحرك أو سرعته.

## أمثلة في المستوى ثنائي الأبعاد

### الدائرة
تمثل الدائرة الواحدية بالمعادلة الديكارتية التالية:
{\displaystyle x^{2}+y^{2}=1.\,}
هذه المعادلة يمكن أن يعبر عنها بالمعادلة الوسيطية التالية:
{\displaystyle (\cos(t),\sin(t))\quad \mathrm {,} \ 0\leq t<2\pi .\,}

## أمثلة في الفضاء ثلاثي الأبعاد

### الحلزون أو اللولب

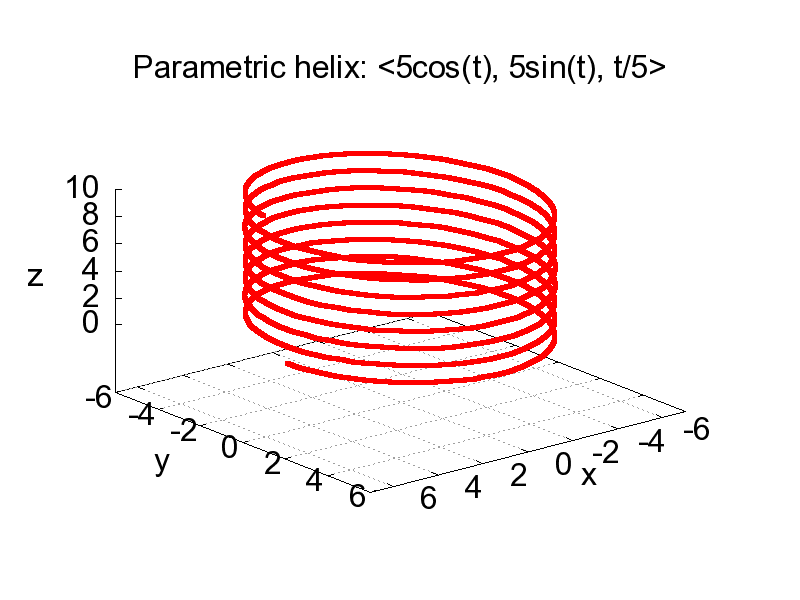
لولب وسيطي

تستعمل المعادلات الوسيطية في وصف المنحنيات في الفضاء ثلاثي الأبعاد. على سبيل المثال، المعادلات الثلاث
{\displaystyle x=a\cos(t)\,}
{\displaystyle y=a\sin(t)\,}
{\displaystyle z=bt\,}
منحنى ثلاثي الأبعاد، وهو اللولب الذي يسمى أحيانًا بالحلزون (يطلق الحلزون في غالب الأحيان على spiral). يساوي نصف قطره a ويصعد بقيمة 2πb عند كل دورة. يُلاحظ أن هذه المعادلات تشبه معادلات الدائرة في المستوى (بأخذ b مساويا للصفر). عادة ما تكتب المعادلات الثلاثة أعلاه على الشكل التالي:
{\displaystyle r(t)=(x(t),y(t),z(t))=(a\cos(t),a\sin(t),bt).\,}

## التحويل من معادلتين وسيطيتين إلى معادلة واحدة
انظر إلى نظرية المعادلات

## وصلات خارجية
- تطبيق في الويب لرسم المنحنيات الوسيطية في المستوى.